# Manorama (Schauspielerin, 1926)
Manorama (eigentlich Erin Isaac Daniel; * 16. August 1926 in Lahore; † 15. Februar 2008 in Mumbai) war eine indische Schauspielerin des Panjabi- und Hindi-Films.

## Leben
Die Schauspielerin indo-irischer Herkunft begann ihre Filmkarriere Anfang der 1940er mit Panjabi-Filmen von Roshan Lal und Roop Kishore Shorey. In Lahore bei Dalsukh Pancholis Filmgesellschaft Pancholi Art Pictures etablierte sie sich in den 1940er Jahren als Darstellerin des Panjabi- und Hindi-Films und spielte unter anderem in Filmen von Moti Gidwani und Ravindra Dave. Nach der Teilung Indiens ging sie wie der Studiobesitzer und die dort beschäftigten Filmschaffenden nach Bombay. Im Hindi-Film war sie sowohl für ihre komischen als auch ihre verschlagenen Rollen bekannt. Zu ihren wichtigsten Filmen gehören Do Kaliyan (1968), Ek Phool Do Maali (1969) und Seeta Aur Geeta (1972). Ihren letzten Filmauftritt hatte sie 2005 in Deepa Mehtas Water nach 13-jähriger Leinwandabstinenz. Manorama arbeitete auch für das Fernsehen. Sie starb 2008 in einem Krankenhaus in Mumbai.
Ob es sich bei der Darstellerin „Manorama“ in Bimal Roys Filmen Parineeta (1953) und Biraj Bahu (1954) um diese Schauspielerin oder die bengalische Schauspielerin Manorama handelt, ist noch ungeklärt.

## Filmografie (Auswahl)
- 1940: Ik Musafir
- 1941: Himmat
- 1941: Khazanchi
- 1941: Mera Mahi
- 1942: Patwari
- 1942: Mangti
- 1942: Zamindar
- 1942: Gowandhi
- 1942: Khandaan
- 1943: Poonji
- 1944: Panchhi
- 1944: Shukriya
- 1944: Koel
- 1945: Champa
- 1946: Badnami
- 1946: Shalimar
- 1946: Rehana
- 1946: Khamosh Nigahen
- 1948: Ghar Ki Izzat
- 1948: Chunaria
- 1948: Pyar Ki Jeet
- 1949: Maa Ka Pyar
- 1949: Chakori
- 1949: Lachhi
- 1950: Hanste Aansoo
- 1950: Sartaj
- 1951: Jawani Ki Aag
- 1951: Johari
- 1951: Posti
- 1952: Izzat
- 1952: Tarang
- 1953: Parineeta
- 1954: Biraj Bahu
- 1955: Jhanak Jhanak Payal Baaje
- 1955: Kundan
- 1955: Ghar Ghar Mein Diwali
- 1957: Sharada
- 1957: Bhabhi
- 1958: Lajwanti
- 1958: Khazanchi
- 1958: Post Box 999
- 1959: Pehli Raat
- 1959: Chacha Zindabad
- 1960: Patang
- 1961: Do Bhai
- 1961: Kaanch Ki Gudiya
- 1962: Maa Beta
- 1962: Half Ticket
- 1963: Begaana
- 1963: Mummy Daddy
- 1963: Schrei nach Leben (Mujhe Jeene Do)
- 1964: Door Ki Awaaz
- 1964: Rajkumar
- 1965: Neela Akash
- 1966: Dus Lakh
- 1968: Do Kaliyan
- 1969: Ek Phool Do Maali
- 1970: Mastana
- 1970: Dupatta
- 1970: Aansoo Aur Muskan
- 1972: Seeta Aur Geeta
- 1972: Shor
- 1976: Maha Chor
- 1976: Dulhan
- 1981: Do Posti
- 1992: Junoon
- 2005: Water